# Роберто Вестріні
Роберто Вестріні (італ. Roberto Vestrini, 30 січня 1908 — 12 березня 1967) — італійський академічний веслувальник.
Срібний призер Олімпійських Ігор 1932 року в складі вісімки.
Чемпіон Європи 1929 року в складі вісімки, срібний призер 1930 року в складі вісімки.